# Serang
För andra betydelser, se Serang (olika betydelser).
Serang är en stad på västra Java i Indonesien och är den administrativa huvudorten för provinsen Banten. Folkmängden uppgår till cirka 690 000 invånare.

## Administrativ indelning
Staden är indelad i sex underdistrikt (kecamatan):
- Cipocok Jaya
- Curug
- Kasemen
- Serang
- Taktakan
- Walantaka